# El mar la mar
El mar la mar es una película documental estadounidense de 2017 dirigida por Joshua Bonnetta y JP Sniadecki.

## Producción
Los directores se interesaron en el tema luego de conocer a un guardia fronterizo cerca del desierto de Sonora. Fueron influenciados por el libro de Jason De León The Land of Open Graves, sobre las vidas y muertes de los migrantes que cruzan el desierto.

## Estreno
La película se estrenó el 11 de febrero de 2017 en el 67.º Festival Internacional de Cine de Berlín, donde ganó el Premio de Cine Caligari.

## Recepción
En el sitio web agregador de críticas Rotten Tomatoes, el 100% de las reseñas de 12 críticos son positivas, con una puntuación media de 7,60/10.